# Titta Colleoni
Titta Colleoni, all'anagrafe Gianbattista Colleoni (Bergamo, 23 settembre 1947 – Suisio, 17 luglio 2025), è stato un musicista, compositore e pianista italiano.

## Biografia
Si dedicò principalmente alla musica beat e psichedelica. 
All'età di 18 anni cominciò a suonare il pianoforte con Lucio Dalla e con i Grilli (Mario Pasotti, padre dell'attore Giorgio, e Michele Capogrosso), per poi fondare il gruppo dei PerDio, autori del brano È triste il vento del 1973.
Nello stesso anno collaborò con il giovane Edoardo Bennato, nella realizzazione del suo primo album Non farti cadere le braccia.
Suonò inoltre con Area, PFM, Franco Battiato, Robert Wyatt.
Fu cofondatore di Radio Montevecchia e diresse sulle frequenze di Radio Onda d'urto a Brescia, Casa Titta, programma dedicato alla nuova musica emergente.
Produttore Artististico e consigligliere in Fil1933 indie di Suisio  suo paese natale che negli anni 70 era luogo di ritrovo con i grandi del tempo Battiato Lucio Dalla ed Area.